# Wilhelm Solheim

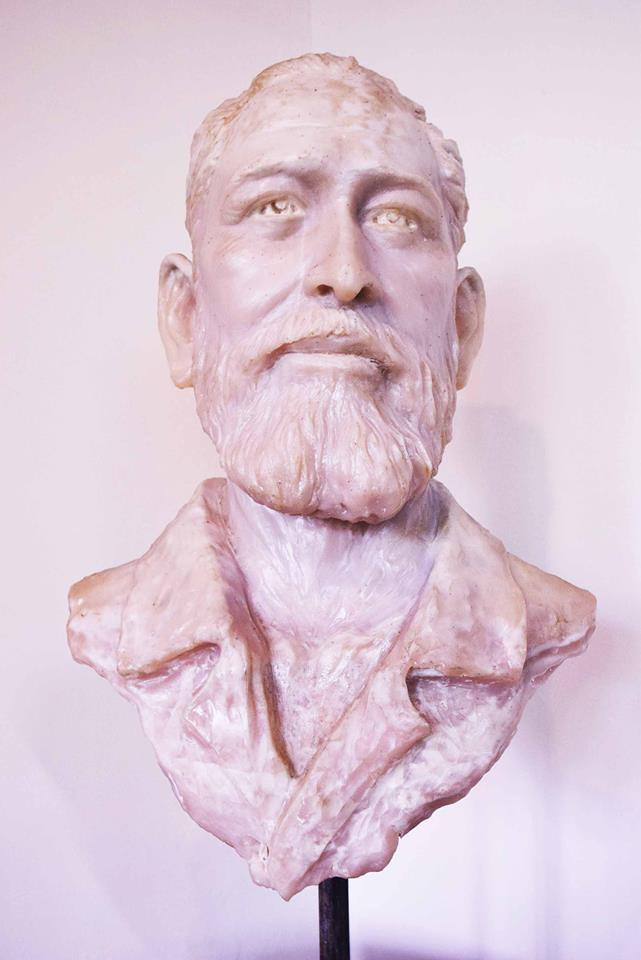
Tượng Wilhelm Solheim II ở Thư viện "Chương trình Nghiên cứu Khảo cổ học" (ASP, Archaeological Studies Program), Đại học Philippines

Wilhelm G. Solheim II (1924 – 2014) là một nhà nhân chủng học Mỹ, được thừa nhận là nhà nghiên cứu thuộc nhóm cao cấp nhất của ngành khảo cổ học trong khu vực Đông Nam Á. Ông là người tiên phong trong việc nghiên cứu khảo cổ học thời tiền sử Philippines và Đông Nam Á. Ông có lẽ là nổi tiếng nhất trong việc đưa ra giả thuyết về sự tồn tại của mạng giao thương mậu dịch hàng hải Nusantao (NMTCN), một trong hai giả thuyết chi phối về sự chiếm lĩnh của con người tại khu vực châu Á – Thái Bình Dương trong thời kỳ đồ đá mới.

## Các công trình tiêu biểu
1. Casino, Eric S., George R. Ellis, Wilhelm G. Solheim II, Father Gabriel Casal and Regalado Trota Jose, People and Art of the Philippines, Museum of Cultural History, University of California, Los Angeles, 1962.
2. Solheim, Wilhelm G. Archaeology of central Philippines: a study chiefly of the Iron Age and its relationships, Manila: National Science Development Board, National Institute of Science and Technology, 1964.
3. Solheim, Wilhelm G. (editor). Anthropology at the Eighth Pacific Science Congress of the Pacific Science Association and the Fourth Far Eastern Pre-history Congress, Quezon City, Philippines, 1953, Honolulu, Social Science Research Institute, University of Hawaii, 1968.
4. Solheim, Wilhelm G. Archaeological survey to investigate Southeast Asian prehistoric presence in Ceylon, Colombo: Commissioner of Archaeology, Ceylon Dept. of Archaeology, 1972
5. Solheim, Wilhelm G., et al. Archaeological survey in southeastern Mindanao, Manila, Philippines: National Museum of the Philippines; [Manoa]: University of Hawaii, 1979.
6. Solheim, Wilhelm G., et al., (eds). Pacific region 1990: change and challenge, Washington, D.C.: Fulbright Association; [Hawaii]: Hawaii Chapter, Fulbright Association, 1991
7. Solheim, Wilhelm G. Archaeology of central Philippines: a study chiefly of the Iron Age and its relationships, [Manila]: University of the Philippines, Archaeological Studies Program, 2002.
8. Solheim, Wilhelm G., (edited by Victor Paz). Southeast Asian archaeology: Wilhelm G. Solheim II festschrift, Diliman, Quezon City: University of the Philippines Press, 2004. ISBN 971-542-451-1
9. Solheim, Wilhelm G. Archaeology and culture in Southeast Asia: unraveling the Nusantao, (revised edition), Diliman, Quezon City: University of the Philippines Press, 2006. ISBN 971-542-508-9